# Рогозиново
Рогози́ново (болг. Рогозиново) — село в Хасковській області Болгарії. Входить до складу общини Харманли.

## Населення
За даними перепису населення 2011 року у селі проживали 153 особи, усі — болгари.
Розподіл населення за віком у 2011 році:
Динаміка населення: